# Rośliny lecznicze
Rośliny lecznicze – najczęściej rośliny lądowe z których pozyskuje się surowce zielarskie, zawierające substancje czynne, stosowane w medycynie i ziołolecznictwie. Z niektórych części tych roślin wyrabia się leki (np. z korzeni, łodyg, liści, kwiatów). Na świecie poznano ok. 2500 gatunków roślin leczniczych. W Polsce rośnie ich ok. 400, a w praktyce stosowanych jest ok. 200. Zdecydowana większość z nich to rośliny naczyniowe, nieliczne należą do paprotników, porostów i glonów. Niektóre z gatunków ziół stosowane dawniej w ludowej medycynie, obecnie nie są już używane.
Większość roślin leczniczych jest również roślinami trującymi. Ich stosowanie wymaga fachowej wiedzy. Różnice między dawką leczniczą a toksyczną są niewielkie, ale zazwyczaj większe niż w wypadku substancji farmakologicznych. Istnieją też różnego rodzaju przeciwwskazania co do stosowania ziół przy niektórych chorobach, stanach fizjologicznych organizmu itp. W związku z tym stosowanie ziół w celu leczniczym  wymaga konsultacji z lekarzem.